# Kōji Suzuki (Fußballspieler)
Kōji Suzuki (jap. 鈴木 孝司, Suzuki Koji; * 25. Juli 1989 in Miura, Präfektur Kanagawa) ist ein ehemaliger japanischer Fußballspieler.

## Karriere
Kōji Suzuki erlernte das Fußballspielen in der Schulmannschaft der Toko Gakuen High School sowie in der Universitätsmannschaft der Hōsei-Universität. Seinen ersten Vertrag unterschrieb er 2012 beim FC Machida Zelvia. Der Verein aus Machida, einer Stadt in der Präfektur Tokio, spielte in der zweiten Liga, der J.League Division 2. 2013 spielte der Verein in der damaligen Japan Soccer League und ab 2014 in der J3 League. In der Saison 2014 schoss er 19 Tore und wurde Torschützenkönig. 2015 wurde er mit Machida Vizemeister der dritten Liga und stieg in die zweite Liga auf. Anfang 2019 wechselte er in die Präfektur Okinawa zum Zweitligaaufsteiger FC Ryūkyū. Für Ryūkyū stand er 27-mal in der zweiten Liga auf dem Spielfeld. Im August 2019 unterschrieb er einen Vertrag beim Erstligisten Cerezo Osaka in Osaka. Nach 25 Erstligaspielen verpflichtete ihn im Januar 2021 der Zweitligist Albirex Niigata. Am Ende der Saison 2022 feierte er mit Albirex die Meisterschaft und den Aufstieg in die erste Liga. Nach 100 Ligaspielen für Albirex beendete er nach der Saison 2024 seine Karriere als Fußballspieler.

## Erfolge
FC Machida Zelvia
- Japanischer Drittligavizemeister: 2015  ▲

Albirex Niigata
- Japanischer Zweitligameister: 2022  ▲

## Auszeichnungen
J3 League
- Torschützenkönig 2014